# 스카른

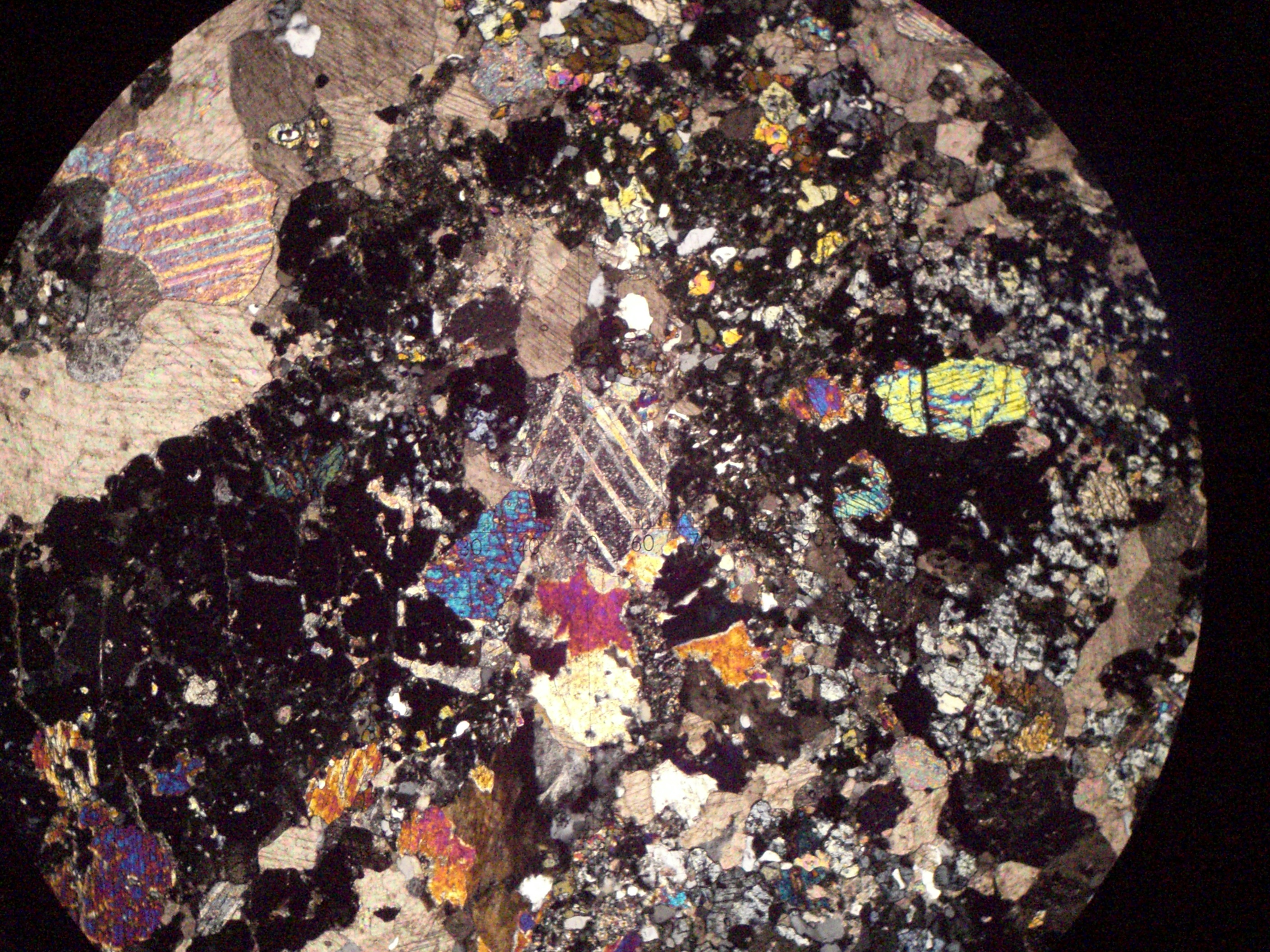

스카른(Skarn)은 석회규산염광물(석류석, 휘석 등)로 구성된 단순한 암석으로, 화강암이 석회암이나 돌로마이트에 관입했을 때, 열수에 의한 물질 교환을 통해 형성되는 변성암이다. 스카른과 관련된 광상은 지각에 가장 풍부한 광상 유형중 하나이며, 경제적으로 중요한 광상이다 세계의 주요 스카른 광상으로는 철, 금, 구리, 아연, 텅스텐, 몰리브덴, 주석 스카른 광상 등이 있다. 대부분의 스카른은 관계화성암 주변의 석회질 암석에서 발견되지만, 광역 또는 접촉변성교대작용 및 열수변질작용 동안 다양한 형태로 모든 암석에 형성될 수 있다.

## 내성, 외성스카른
화성암과 관련된 스카른은 내성스카른(endoskarn)과 외성스카른(exoskarn)으로 구분된다. 내성스카른은 관계화성암 내부에서 생성된 스카른이며, 외성스카른은 석회암 등 주변암석에 생성된 스카른이다. 내/외성스카른의 규모는 마그마와 주변모암의 특성 및 지질구조에 따라 달라지는데, 일반적으로 탄산염 광물을 많이 포함하는 외성스카른이 내성스카른 보다 규모가 크다.

## 대한민국의 스카른 광상
강원특별자치도 남부 영월군, 정선군, 태백시, 삼척시에 걸쳐 있는 태백산분지는 대한민국의 주요 스카른 광상들이 밀집되어 있는 지역으로 아연, 납, 텅스텐, 철, 구리, 몰리브데넘, 금, 은 등의 금속광상이 다량 수반된다. 대표적으로 조선 누층군의 석회암 지층(풍촌 석회암층 등)이 분포하는 정선군 신예미광상과 동남광상, 거도광상, 삼척탄전 원동광상의 철 스카른, 상동광산의 텅스텐 스카른, 태백시 가곡광상과 제1연화광산, 삼척시 가곡면 풍곡리의 제2연화광산의 연−아연 스카른 등이 분포하고 있다. 태백산분지의 천부 마그마−열수 시스템은 고태평양판의 북서방향 섭입과 관련된 불국사 조산운동과 연계되어 있는 것으로 알려져 있다.
이외에, 제천시의 우석광산, 당두 연-아연 광상, NMC 몰랜드 광산 (구 금성 휘수연-중석광상), 울산광역시의 달천철장 등이 있다.

## 같이 보기
- 상동광산 - 대한민국의 가장 대표적인 텅스텐 스카른 광상이다.
- 신예미광상
- 동남광상
- 제2연화광산 - 풍촌 석회암층을 모암으로 이를 관입한 화성암과의 접촉부에 발달하는 전형적인 스카른광상
- 제천 NMC 몰랜드 광산 - 몰리브데넘을 채굴한다.
- 한국의 지질
- 열수 광상